# Omaló (ort i Grekland, Nomós Serrón)
Omaló (Omalo) är en ort i Grekland.   Den ligger i prefekturen Nomós Serrón och regionen Mellersta Makedonien, i den norra delen av landet, 400 km norr om huvudstaden Aten. Omaló ligger 42 meter över havet och antalet invånare är 161.
Terrängen runt Omaló är varierad. Runt Omaló är det ganska glesbefolkat, med 40 invånare per kvadratkilometer. Närmaste större samhälle är Sidirókastro, 16,2 km öster om Omaló. Trakten runt Omaló består till största delen av jordbruksmark.